# Marie-Luce Brasier-Clain
Pour les articles homonymes, voir Brasier et Clain.
Marie-Luce Brasier-Clain, née Clain le 19 octobre 1959, est une femme politique française, établie à La Réunion, dont elle est originaire (plus précisément de Saint-Benoît, établie dans le quartier de Bras Canot), et membre du Rassemblement national. 
En 2024, elle est élue députée européenne.

## Biographie
Marie-Luce Brasier-Clain naît Clain le 19 octobre 1959.
Elle est infirmière urgentiste (retraitée) de profession.
Elle est la veuve du fondateur du FN à La Réunion, Maurice Brasier, producteur de litchis, mort en novembre 2022.
Le couple avait noué une amitié avec Jean-Marie Le Pen. Son domicile de Bras Canot avait été visé par un incendie criminel en février 2013.
Aux élections législatives, en 2012, elle se présente dans la 4e circonscription de La Réunion et est éliminée au premier tour. En 2022, elle se présente dans la 5e circonscription, où elle obtient 9,01 % des suffrages.
Lors des élections européennes de 2014, elle est, sans succès, tête de liste du Front national dans la circonscription régionale. En 2024, elle est à la douzième place sur la liste du RN pour les élections européennes. Elle est élue le 9 juin.